# Klein streepzaad
Klein streepzaad (Crepis capillaris) is een plant uit de composietenfamilie (Asteraceae). De naam streepzaad is afgeleid van de vele ribben op het zaad dat eigenlijk een nootvruchtje is. De plant lijkt veel op groot streepzaad (Crepis biennis), maar de bloemhoofdjes van klein streepzaad zijn 1-1,5 cm breed en van groot streepzaad 2-3,5 cm. Ook heeft klein streepzaad tien ribben en groot streepzaad dertien tot twintig ribben op het nootvruchtje. De haren (pappus) staan direct op het vruchtje ingeplant, dit in tegenstelling tot paardenbloemstreepzaad (Crepis vesicaria subsp. taraxacifolia). Klein streepzaad komt algemeen voor.
De plant kan 30-90 cm hoog worden en bloeit met gele bloemen van juni tot in november.

## Ecologie
De plant groeit vooral op voedselrijk en omgewerkte grond, maar komt ook in weilanden en bermen tussen het gras voor.

## Namen in andere talen

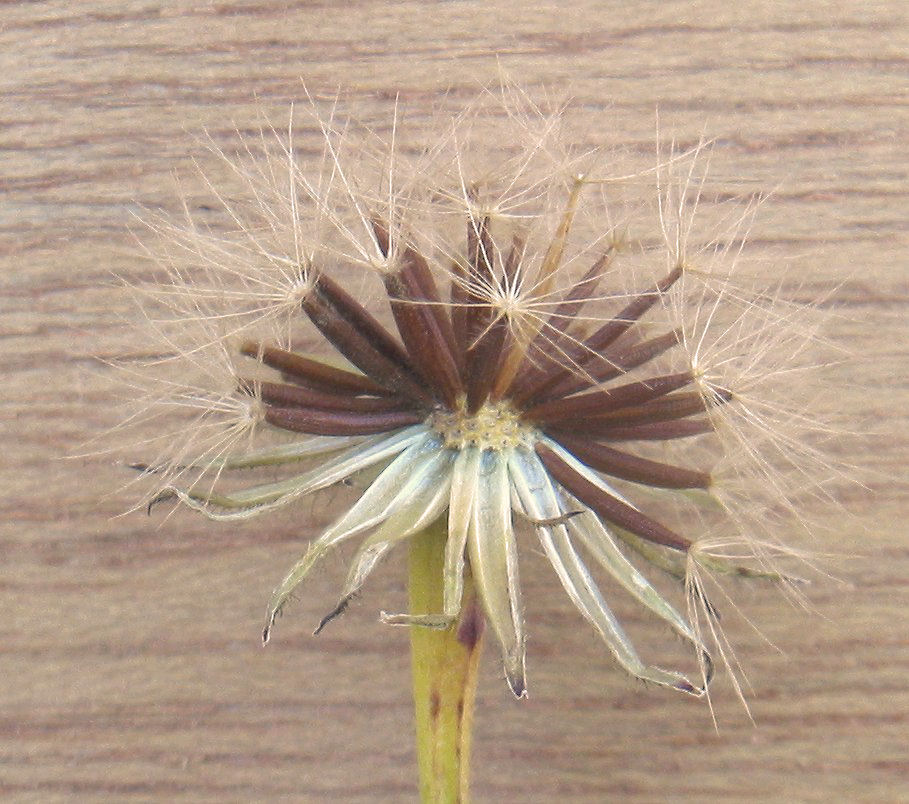
Rijp bloemhoofdje

- Engels: Smooth Hawk's-beard
- Duits: Kleinköpfiger Pippau
- Frans: Crépis à tige capillaire